# Etiqueta (metadato)
| Pez, amarillo  | Anfibio, azul     |
| Insecto, rojo  | Pez, azul         |
| Mamífero, azul | Insecto, amarillo |

 ◄ Ícono típico de las etiquetas.
Una etiqueta o tag es una palabra clave asignada a un dato almacenado en un repositorio. Las etiquetas son en consecuencia un tipo de metadato, pues proporcionan información que describe el dato (una imagen digital, un clip de vídeo o cualquier otro tipo de archivo informático) y que facilita su recuperación.
La diferencia entre las etiquetas y las palabras clave tradicionales es que las etiquetas son elegidas de manera informal y personal por los usuarios del repositorio. A diferencia de otros sistemas de clasificación, en los sistemas basados en etiquetas no es necesario que exista un esquema de clasificación previo (por ejemplo un tesauro) como base para la clasificación. En los sitios web que permiten etiquetar sus datos, la colección de etiquetas se llama folcsonomía.
La acción de etiquetar datos se asocia a menudo a los sitios web 2.0, pioneros en ello. De esta forma las bases de datos en sitios web pueden extenderse de una forma descentralizada.

## Ejemplo
Una página web con una base de datos de imágenes que incluya el sistema de etiquetado, podría tener su contenido marcado con varias etiquetas descriptoras tales como "pez", "anfibio", "azul", "rojo"... Quienes visiten dicha página probablemente podrán comprender con mayor facilidad el propósito de la misma interpretando su lista de etiquetas. Los sitios web suelen mostrar las etiquetas en una lista en la propia página, de tal modo que cada etiqueta enlaza a una página índice que enumera todos los datos (en este caso imágenes) marcados con esa etiqueta. Un sistema como este permite, en nuestro ejemplo, encontrar rápidamente todas las imágenes de peces. Además, si el sitio incorpora un buscador de etiquetas, el visitante podría encontrar todas las páginas.

## Ventajas y desventajas de su uso
El empleo de etiquetas, en comparación con otros sistemas de clasificación, es más flexible y resulta especialmente sencillo. Así, permite reclasificar un dato con solo modificar sus etiquetas. Todas las conexiones entre el dato reclasificado y otros datos almacenados se actualizan automáticamente sin necesidad de intervención de la persona que ha realizado la tarea. Tampoco es necesario cambiar el dato (imagen, página web, etc.) de categoría dentro de una compleja jerarquía de categorías tal y como ocurre en los sistemas tradicionales.

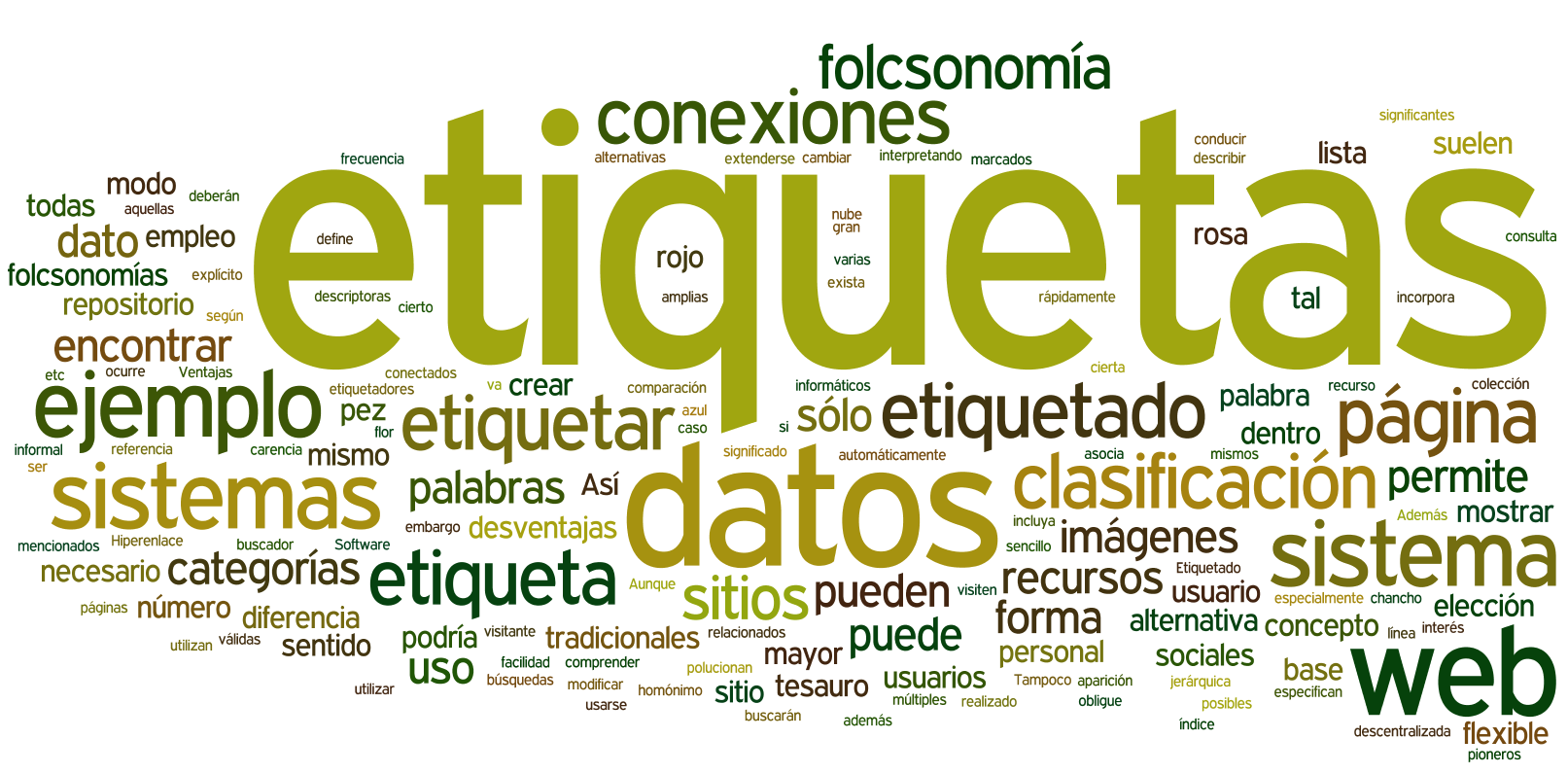
Nube de palabras creada con el texto de este artículo.

El empleo de etiquetas permite crear una forma muy popular de acceso a los datos que consiste en mostrar una nube de palabras. En ella se representan visualmente las etiquetas más utilizadas en el repositorio, mostrando con mayor tamaño aquellas etiquetas que aparecen con más frecuencia.
Sin embargo, a las ventajas anteriores se contraponen algunas desventajas:
- Las etiquetas no tienen un significado semántico, único y explícito. Así por ejemplo, la etiqueta "rosa", además de al color rosa, puede hacer referencia a la flor del mismo nombre. Esta carencia de distinción semántica inequívoca puede conducir a conexiones inadecuadas entre datos sin relación por culpa de un etiquetado homónimo.
- La elección de la "palabra de la etiqueta" es completamente personal, por lo que puede darse un etiquetado sinónimo que obligue a realizar múltiples búsquedas para encontrar todos los datos relevantes para una cierta consulta. Por ejemplo las etiquetas "cerdo", "chancho" y "gorrino" pueden usarse indistintamente para describir un mismo recurso. Los "etiquetadores" deberán juzgar, según el número de conexiones y las significantes alternativas, qué posibles conexiones entre los datos son válidas para sus intereses.
- Al ser libre la elección, los usuarios pueden introducir en el sistema etiquetas sin sentido o que solo tengan sentido para ellos mismos. Estas etiquetas "polucionan" en cierto modo la folcsonomía, creando un gran número de etiquetas útiles solo para unos pocos. Un usuario que utilizara su identificador (por ejemplo "juan1969") para etiquetar aquellos recursos de su interés sería un ejemplo de lo anterior.

## Etiquetado y folcsonomías
La clasificación con etiquetas y el concepto de sistemas conectados con etiquetas conllevan la aparición de las folcsonomías en Internet, el concepto de marcadores sociales y otros tipos de programas informáticos sociales. Las folcsonomías muy extensas suelen padecer algunos de los problemas del etiquetado ya mencionados, aunque los usuarios más expertos buscarán el uso actual de la "palabra de la etiqueta" dentro de estos sistemas antes de etiquetar, con el objeto de utilizar etiquetas existentes y crear así conexiones con otros recursos relacionados. Siguiendo este patrón, el desarrollo de una folcsonomía va definiendo un sistema de convenciones de etiquetado con el eventual consenso del grupo, una flexible alternativa al uso de un tesauro estándar formalizado.
Aunque el etiquetar se define como alternativa a la organización jerárquica de categorías, algunos recursos en línea incorporan un sistema híbrido, en el que los datos se organizan en categorías amplias y las distinciones más sutiles se especifican con etiquetas. 